# Gennadij Ajgi
Gennadij Nikolajevič Ajgi (Генна́дий Никола́евич Айги́, 21. srpna 1934 Šajmurzino – 21. února 2006 Moskva) byl ruský básník a překladatel čuvašské národnosti, výrazná osobnost samizdatové literatury.
První básně v čuvaštině publikoval roku 1949, v roce 1953 odešel do Moskvy, kde studoval Literární institut Maxima Gorkého. Jeho básnickým vzorem byl Boris Pasternak, po aféře s udělením Nobelovy ceny Pasternakovi byl Ajgi vyloučen ze školy. Od roku 1961 pracoval v Majakovského muzeu. Počátkem šedesátých let začal psát rusky; aby dal najevo, že se tím nezříká svého původu, změnil si zároveň původní příjmení Lisin na čuvašské rodové jméno Ajgi (z výrazu хайхи – „to je on“).
Jeho meditativní lyrika, psaná převážně volným veršem, se vymykala z kánonu socialistického realismu a proto nebyla oficiálně publikována; první kniha Ajgiho poezie vyšla v SSSR až v roce 1991. Věnoval se překladatelské činnosti, díky němu vycházela v čuvaštině díla předních moderních básníků z celého světa, překládal také čuvašské autory do ruštiny. Ve své tvorbě navazoval na Velemira Chlebnikova, často experimentoval s prvky zvukové a vizuální poezie. Významná byla jeho dlouholetá spolupráce s abstraktním malířem Igorem Vulochem, Ajgiho básně zhudebnili umělci jako Sofia Gubajdulina nebo Valentin Silvestrov. V závěru života Ajgi obdržel řadu ocenění: Cena Andreje Bělého, Petrarkova cena, Cena Jána Smreka, zlatý věnec Stružských večerů poezie, národní básník Čuvašské republiky, Řád umění a literatury, byl také nominován na Nobelovu cenu. V Čeboksarech je po něm pojmenována jedna z hlavních městských tříd.
V češtině vyšly Ajgiho básně časopisecky a ve výboru Mladá sovětská poezie, roku 1967 vydal Odeon sbírku Tady v překladu Olgy Maškové.
Gennadij Ajgi měl sedm dětí, syn Alexej Ajgi je hudebním skladatelem.